# Leopold Brandes
Leopold Brandes pseud. Lopek (ur. 30 stycznia 1904 w Zawierciu, zm. 12 października 1943 pod Lenino) – działacz komunistyczny, żołnierz 1 Dywizji Piechoty im. Tadeusza Kościuszki.
Po ukończeniu gimnazjum w Zawierciu studiował prawo na UJ. Od 1924 członek Związku Młodzieży Komunistycznej (ZMK, od 1930 KZMP), a od 1925 KPP. Dzięki zdolnościom agitatorskim i dobrej znajomości literatury marksistowskiej stał się jednym z czołowych działaczy komunistycznych w Zawierciu – często występował na zebraniach komórek ZMK i KPP, przemawiał na wiecach i masówkach i prowadził szeroką działalność społeczną. Był współorganizatorem i członkiem zarządu Stowarzyszenia Wolnomyślicieli Polskich, zainicjował utworzenie biblioteki robotniczej w Zawierciu. W Krakowie działał w OMS „Życie”. W maju 1926 został na krótko aresztowany za niesienie transparentu z hasłami komunistycznymi w pochodzie pierwszomajowym. Od 1928 do 1932 studiował w Warszawie, równocześnie pracując dorywczo jako nauczyciel i pracownik kancelarii warszawskich adwokatów. Po ukończeniu studiów był aplikantem w kancelarii adwokackiej. Działał w MOPR. Po klęsce wrześniowej 1939 przeniósł się do Lwowa i był tam radcą prawnym w instytucjach podlegających Komisariatowi Ludowemu Opieki Społecznej. Po wybuchu wojny niemiecko-sowieckiej ewakuowany w głąb ZSRR. W 1943 wstąpił do 1 Dywizji Piechoty im. Tadeusza Kościuszki i ukończył w Sielcach nad Oką szkołę podchorążych. Został zastępcą dowódcy kompanii strzeleckiej w 1 pułku piechoty w stopniu chorążego. Zginął w bitwie pod Lenino.